# Omaloplia diabolica
Omaloplia diabolica är en skalbaggsart som beskrevs av Edmund Reitter 1887. Omaloplia diabolica ingår i släktet Omaloplia och familjen Melolonthidae. Inga underarter finns listade i Catalogue of Life.